# Walter Odersky
Walter Odersky (* 17. Juli 1931 in Neustadt (Oberschlesien), heute Prudnik, Polen) ist ein deutscher Jurist und war als Nachfolger von Gerd Pfeiffer von 1988 bis 1996 Präsident des Bundesgerichtshofs.

## Leben
Walter Odersky wurde als Sohn von Gisela Odersky, geborene Michael, und des promovierten späteren Vizepräsidenten des Landgerichts Felix Odersky geboren. In Breslau besuchte er bis 1945 das Maria-Magdalenen-Gymnasium. Nachdem die Familie zu Ende des Zweiten Weltkriegs von Schlesien nach Bayern gekommen war und er in Schwandorf das Abitur abgelegt hatte, studierte er als Stipendiat der bayerischen Hochbegabtenstiftung Maximilianeum Rechtswissenschaft in München und Pisa. Während seines Studiums wurde er Mitglied der katholischen Studentenverbindung K.St.V. Albertia München im KV. 1954 wurde er von der Universität München zum Doktor der Rechte promoviert.
Nach Tätigkeiten ab 1957 als Staatsanwalt und Richter in der ordentlichen Gerichtsbarkeit war er als Beamter im bayerischen Staatsministerium der Justiz persönlicher Referent des Ministers und von 1971 bis 1983 Leiter der Strafrechtsabteilung, ab 1973 als Ministerialdirigent. Er wurde 1983 zum Präsidenten des Bayerischen Obersten Landesgerichts und 1988 zum Präsidenten des Bundesgerichtshofs ernannt. Als er 1996 in den Ruhestand trat, wurde Karlmann Geiß sein Nachfolger.
Neben seiner Tätigkeit in Justizverwaltung und Justiz war Walter Odersky weiterhin wissenschaftlich in Forschung und Lehre tätig. Die Universität München ernannte ihn 1974 zum Honorarprofessor für Bürgerliches Recht, Handels- und Wirtschaftsrecht sowie Verfahrensrecht. 1978 wurde er Vorsitzender des Kuratorium der Stiftung Maximilianeum. 1982 erhielt er das Bundesverdienstkreuz Erster Klasser, am 7. Juni 1996 das Große Verdienstkreuz mit Stern und Schulterband des Verdienstordens der Bundesrepublik Deutschland.
Walter Odersky ist katholisch, hatte 1957 Renate Pustet geheiratet. Zu seinen fünf Kinder gehört der 1958 geborene Informatiker Martin Odersky.

## Auszeichnungen
- 1989: Bayerischer Verdienstorden
- 1992: Großes Goldenes Ehrenzeichen für Verdienste am Bande um die Republik Österreich
- 1996: Große Verdienstkreuz mit Stern und Schulterband des Verdienstordens der Bundesrepublik Deutschland
- Komtur mit Stern des Verdienstordens der Republik Polen
- Bayerische Verfassungsmedaille in Gold

## Publikationen (Auswahl)
- Die Einmanngesellschaft als atypische Gesellschaftsform: Ein Lösungsbeitrag zum Problem der „Gleichstellung“ von Gesellschafter und Gesellschaft. München, Dissertation, 1954.
- Schmerzensgeld bei Tötung naher Angehöriger. München, Beck, 1989. ISBN 3-406-34194-2
- Die Rolle des Strafrechts bei der Bewältigung politischen Unrechts. Heidelberg, Müller, 1992. ISBN 3-8114-7392-1
- Die Menschenrechte : Herkunft, Geltung, Gefährdung. Düsseldorf, Patmos-Verl., 1994. ISBN 3-491-77961-8
- Anwendung und Umsetzung des Rechts der Europäischen Gemeinschaften in den Mitgliedstaaten. Brandenburger Juristische Gesellschaft, 1998.